# اتفاقية التجارة التفضيلية بين إندونيسيا وموزمبيق
اتفاقية التجارة التفضيلية بين إندونيسيا وموزمبيق هي اتفاقية تجارة تفضيلية بين إندونيسيا وموزمبيق تم توقيعها في أغسطس 2019.

## الشروط
وفقًا للاتفاق المبدئي، ستلغي موزمبيق الرسوم الجمركية على مختلف السلع الإندونيسية بشكل أساسي زيت النخيل ومشتقاته، ولكن أيضًا سيشمل الإلغاء بعض المنتجات الصناعية مثل الأدوية والأوراق. هناك أيضًا سلع إندونيسية أخرى سيشملها خفض التعريفات الجمركية بنسبة 25 إلى 70 في المائة من تعريفاتها الأولية. من ناحية أخرى ألغت إندونيسيا التعريفات على المكسرات الموزمبيقية وفول الصويا وبذور عباد الشمس والقطن والألمنيوم، بالإضافة إلى خفض التعريفات التي تتراوح من 20 إلى 40 في المائة. وبشكل عام شمل ذلك 217 منتجًا إندونيسيًا و242 منتجا موزمبيق. سيكون كلا الطرفين قادرين على طلب مراجعة الاتفاقية بعد عامين من التصديق عليها وتنفيذها.

## التاريخ
تم الاتفاق المبدئي بين رئيسي البلدين لتشكيل اتفاقية التجارة التفضيلية في عام 2017، خلال اجتماع رابطة حافة المحيط الهندي. تم اقتراح 13 جلسة مفاوضات بشأن اتفاقية التجارة التفضيلية المحتملة بين إندونيسيا وموزمبيق في أبريل 2018 خلال منتدى إندونيسيا وأفريقيا في بالي. بالإضافة إلى موزمبيق بدأت المفاوضات بعد الحدث مع المغرب وتونس. في ذلك العام تداولت إندونيسيا وموزمبيق ما قيمته 91.9 مليون دولار من السلع مع بعضهما البعض، وبلغ الميزان التجاري 30.9 مليون دولار لصالح إندونيسيا. بدأت الجولة الأولى من المفاوضات في مابوتو بين 31 مايو و1 يونيو 2018. في المجموع تم عقد ثلاث جولات من المفاوضات الأولية، وجولة أخرى في نوفمبر 2018، والجولة النهائية في فبراير 2019.
تم توقيع الاتفاقية النهائية في مابوتو بين وزير التجارة الإندونيسي ونظيره الموزمبيقي الذي يشغل وزير الصناعة والتجارة في 27 أغسطس 2019، خلال معرض التجارة الدولي السنوي. كانت أول اتفاقية تجارية بين إندونيسيا ودولة أفريقية. لم تدخل الاتفاقية حيز التنفيذ حتى مايو 2020، وهي خاضعة لتصديق البلدين.